# Raymond Vernon
Raymond Vernon (Nueva York, 1913 - 1999) fue un economista estadounidense, profesor en la Universidad Harvard, conocido por su teoría del ciclo de vida del producto aplicada al comercio internacional. 
Desarrolló su teoría en el año 1966, basándose en las estrategias de las empresas estadounidenses. Según esta teoría, la producción de un producto se lleva a cabo en primer lugar en el país en el que se inventa; el resto de países se abastecen a través de exportaciones. A medida que el producto se estandariza, la producción se va trasladando a otros países, hasta que solo se lleva a cabo en países subdesarrollados.

## Obra
- Sovereignty at Bay (1973)
- Big Business and the State: Changing Relations in Western Europe (1974)
- Storm Over the Multinationals: The Real Issues (1977)
- Two Hungry Giants: The United States and Japan in the Quest for Oil and Ores (1983)
- Beyond Globalism: Remaking American Foreign Economic Policy (1989)
- Iron Triangles and Revolving Doors (1991).

### Citas
1. ↑  (en inglés) Raymond Vernon Dies at 85, The Harvard University Gazette.